# Aspidoscelis inornata
Espèce
Synonymes
- Cnemidophorus inornatus Baird, 1859
- Cnemidophorus octolineatus Baird, 1859
- Cnemidophorus arizonae Van Denburgh, 1896
- Cnemidophorus inornatus arizonae Van Denburgh, 1896
- Aspidoscelis arizonae (Van Denburgh, 1896)
- Cnemidophorus inornatus heptagrammus Axtell, 1961
- Cnemidophorus inornatus paululus Williams, 1968
- Cnemidophorus inornatus chihuahuae
Wright & Lowe, 1993
- Cnemidophorus inornatus cienegae
Wright & Lowe, 1993
- Cnemidophorus inornatus juniperus
Wright & Lowe, 1993
- Cnemidophorus inornatus llanuras
Wright & Lowe, 1993
- Cnemidophorus inornatus gypsi Wright & Lowe, 1993
- Cnemidophorus gypsi Wright & Lowe, 1993
- Aspidoscelis gypsi (Wright & Lowe, 1993)

Statut de conservation UICN

 LC  : Préoccupation mineure
Aspidoscelis inornata est une espèce de sauriens de la famille des Teiidae.

## Répartition et habitat
Cette espèce se rencontre :
- aux États-Unis dans le Sud-Ouest du Texas, en Arizona et au Nouveau-Mexique ;
- au Mexique dans le Chihuahua, le Coahuila, le Nord-Est du Durango, le Zacatecas, le San Luis Potosí, l'Ouest du Nuevo León.

Il vit dans les zones arides, dans les portions plus herbeuses parmi les broussailles, les boisés à pins à pignons, genévriers ou pin ponderosa, ou encore dans le chaparral. 

## Liste des sous-espèces
Selon The Reptile Database (8 mai 2015) :
- Aspidoscelis inornata arizonae (Van Denburgh, 1896)
- Aspidoscelis inornata chihuahuae (Wright & Lowe, 1993)
- Aspidoscelis inornata cienegae (Wright & Lowe, 1993)
- Aspidoscelis inornata gypsi (Wright & Lowe, 1993)
- Aspidoscelis inornata heptagramma (Axtell, 1961)
- Aspidoscelis inornata inornata (Baird, 1859)
- Aspidoscelis inornata junipera (Wright & Lowe, 1993)
- Aspidoscelis inornata llanuras (Wright & Lowe, 1993)
- Aspidoscelis inornata octolineata (Baird, 1859)
- Aspidoscelis inornata paulula (Williams, 1968)

## Statut de conservation
Bien que les populations de ce lézard soient probablement en déclin, notamment dans le sud du Nouveau-Mexique, ce déclin semble suffisamment lent pour que l'UICN classe cette espèce dans la catégorie "LC" (préoccupation mineure).

## Publications originales
- Axtell, 1961 : Cnemidophorus inornatus, the valid name for the little striped whiptail lizard, with the description of an annectant subspecies. Copeia, vol. 1961, no 2, p. 148-158 (texte intégral).
- Baird, 1859 "1858" : Description of new genera and species of North American lizards in the museum of the Smithsonian Institution. Proceedings of the Academy of Natural Sciences of Philadelphia, vol. 10, p. 253-256 (texte intégral).
- Van Denburgh, 1896 : A List of Some Reptiles from Southeastern Arizona, with a Description of a new species of Cnemidophorus. Proceedings of the California Academy of Sciences, sér. 2, vol. 6, p. 338-349 (texte intégral).
- Williams, 1968 : A New Subspecies of the Teiid Lizard Cnemidophorus inornatus from México. Journal of Herpetology, vol. 1, no 1/4, p. 21-24.
- Wright & Lowe, 1993 : Synopsis of the subspecies of the little striped whiptail lizard, Cnemidophorus inornatus Baird. Journal of the Arizona Academy of Science, vol. 27, p. 129-157.